# Merciless Death
Merciless Death – polska grupa muzyczna wykonująca death metal. Powstała w 1987 roku w Szczecinie, zespół zawiesił działalność w 1994 roku. W 2010 roku grupa wznowiła działalność.

## Dyskografia
- Eternal Condemnation (1987, Demo)
- Holocaust (1992, Demo)
- Sick Sanctities (1993, album)
- Eternal Condemnation (2009, kompilacja)[2]
- From Hell (2011, album)[3][4]

## Nagrody i wyróżnienia
| Rok  | Kategoria                       | Nagroda                       | Nota       |
| ---- | ------------------------------- | ----------------------------- | ---------- |
| 1989 | Zespół roku                     | Plebiscyt Thrash'em All, 1988 | 10 miejsce |
| 1989 | Gitarzysta roku (Paweł Kasiarz) | Plebiscyt Thrash'em All, 1988 | 10 miejsce |